# Емельянов, Василий Александрович
Василий Александрович Емельянов (1916—1980) — майор Советской Армии, участник Великой Отечественной войны, Герой Советского Союза (1945).

## Биография
Василий Емельянов родился 17 января 1916 года в деревне Гребни (ныне — Кесовогорский район Тверской области). Получил начальное образование. С 1930 года проживал в Ленинграде, окончил школу фабрично-заводского ученичества, после чего работал мастером завода имени М. В. Фрунзе. В 1939 году окончил курсы младших лейтенантов запаса. В июле 1941 года Емельянов добровольно пошёл в народное ополчение, в составе истребительного отряда ходил в немецкий тыл. Заболев, попал в госпиталь, а после выписки окончил шестимесячные курсы командиров рот и был направлен в действующую армию. Принимал участие в боях на Калининском, 3-м Украинском и 1-м Белорусском фронтах. Зимой 1943 года в боях по ликвидации демянской группировки противника был ранен, затем во второй раз был ранен в ходе боёв за освобождение Невеля. После излечения окончил курсы в офицерском полку, после чего командовал батальоном 1052-го стрелкового полка, 301-й стрелковой дивизии, 9-го стрелкового корпуса, 5-й ударной армии, 1-го Белорусского фронта. Участвовал в освобождении Белорусской ССР, Польши, боях в Германии. Особо отличился во время освобождения Польши.
14 января 1945 года батальон Емельянова прорвал вражескую оборону, заняв первую и вторую линии траншей, а затем, преследуя отходящие немецкие части, захватил высоту 125,7 в районе села Выборув, а также освободил населённые пункты Стефанув и Збышкув, перерезал железную дорогу в районе полустанка Грабово. Противник предпринял три контратаки, но все они были отбиты. В тот же день батальон первым переправился через Пилицу и захватил плацдарм на её западном берегу, отбив немецкую контратаку и освободив село Лихоницы. Всего же за один день батальон Емельянова прошёл с боями 15 километров, взяв в плен 79 солдат и офицеров противника.
Указом Президиума Верховного Совета СССР от 27 февраля 1945 года за «образцовое выполнение заданий командования и проявленные мужество и героизм в боях с немецкими захватчиками» майор Василий Емельянов был удостоен высокого звания Героя Советского Союза с вручением ордена Ленина и медали «Золотая Звезда» за номером 5665.
В 1946 году в звании майора Емельянов был уволен в запас. Проживал в Загорске (ныне — Сергиев Посад Московской области), работал старшим мастером НИИ прикладной химии. Скончался 27 ноября 1980 года, похоронен на Загорском кладбище.
Был также награждён орденами Красного Знамени и Александра Невского, двумя орденами Отечественной войны 1-й степени, рядом медалей.